# Stilpon obscuripes
Stilpon obscuripes är en tvåvingeart som beskrevs av Adams 1905. Stilpon obscuripes ingår i släktet Stilpon och familjen puckeldansflugor.
Artens utbredningsområde är Zimbabwe. Inga underarter finns listade i Catalogue of Life.